# Barbelognostycy
Barbelognostycy – sekta w obrębie gnostycyzmu, utożsamiana niekiedy z setianami, do 1945 r. znana głównie z Adversus haereses, I, 29 (ok. 180 r.) św. Ireneusza z Lyonu, który przedstawia i potępia tę ideologię.
Po odkryciu w 1945 r. i przestudiowaniu tekstów z biblioteki z Nadż Hammadi opis barbelognostyków autorstwa Ireneusza powiązano z jednym z głównych nurtów gnostycyzmu – setianizmem lub protosetianizmem.
Nazwa barbelognostyków pochodzi od Barbelo, jednej z głównych postaci wierzeń gnostyckich, uznawanej za żeńską hipostazę, która towarzyszy najwyższemu z bytów duchowych, Ojcu. Wierzenia tej grupy zawarte są m.in. w Apokryfie Jana, a także w Ewangelii Judasza. Do pism setianizmu (barbelognozy) oprócz wcześniej wymienionych zaliczane są  Hipostaza archontów, Ewangelia Egipcjan, Apokalipsa Adama, Trzy stele Seta, Melchizedek, Oda o Norei, Marsanes, Allogenes, Potrójna Protennoia. Barbelognostycy uważali się za duchowe „nasienie Seta”, a najwyższą boską trójcę stanowili dla nich Ojciec (Niewidzialny Duch), Matka (Barbelo) i Syn (Autogenes). 
W literaturze pięknej barbelognostycy jako sekta uprawiająca kultową rozpustę pojawiają się m.in. w powieściach Juki podróżne Andrzeja Żuławskiego i Moloch Marka Krajewskiego, a nawiązaniem do nich jest też postać czarodzieja Barbela w Przygodach Sindbada Żeglarza Bolesława Leśmiana.